# Далмација (тврђава у Албанији)
Далмација је назив за тврђаву у сјеверној Албанији, поред села Комане.  Под тим именом је помиње Иван Јастребов.
Комане се налази у подножју високе планине, а на тој планини су сачувани остаци утврђења по имену Далмација. Због повољног положаја, Јастребов закучује да је у старија времена ту морао бити град (варош). Пловидбу Дримом даље од овога мјеста је тада отежавала стијена у самој ријеци, код овог села. Јастребов је сматрао да би је због несметане даље пловидбе, требало уклонити, због отпремања грађе из Доњег Дукађина, који је богат боровином, буковином и др. до Љеша, а оданде до мора. Тврђава Далмација има сачуване темеље једне латинске цркве. Поп је Јастребову рекао да је била посвећена Св. Јовану, а друга црква о којој је исто још тада био сачуван помен је била посвећена Св. Архангелу Михаилу. Пошто су у том крају многи горштаци пресељавали, из разних разлога, каснији досељеници нису сачували многе називе, не само брда него и планина, а тим прије порушених цркава.  Од осталих тврђава у Алабинији Јастребов помиње двије истоимене тврђаве, Кале Леке Дукађина.
У Доњој Албанији или старој Далмацији, чија је граница почињала код реке Мат, цар Диоклецијан је извео из Италије Пителе које је назвао Римљанима. Да се латинизовање овде није примало, о томе свједочи Фарлати говорећи да није било лако ширити латинство у грчким земљама, као међу Србима.   Отуда су сјевернји крајеви Албаније (српски) лакше покатоличени него јужнији, који су били под утицајем Грка. Могућа је повезаност имена Далмација и Мат, Маћа, Македонија. У Албанији имамо и 2 куле које носе име и по области на којима су се налазили, кула Мат и ова тврђава, Далмација. У штампаном тому хрисовуље сабраних канона цара Јустинијана наведене су и границе Горње и Доње Албаније. Горња је почињала од Кројског владичанства, а доња од Љешког. 
По томе, крај сјеверно од ријеке Мат би била Доња Македонија или Далмација, Доњи Мат - Далматија.